# Ormosia hoaensis
Ormosia hoaensis är en ärtväxtart som beskrevs av François Gagnepain. Ormosia hoaensis ingår i släktet Ormosia och familjen ärtväxter. Inga underarter finns listade i Catalogue of Life.